# Lufthavnsvej (Billund)
Lufthavnsvej  er en 2 sporet motortrafikvej, og er en del af primærrute 28. Den er ca. 10 km lang, og går imellem Vandel og Billund. Vejen er en forsættelse af Vandelvej, som er en 2+1 sporet motortrafikvej mellem Bredsten og Vandel. 
Motortrafikvejen starter i Vandelvej og føres derefter nord om Billund Lufthavn, Vejen passer Billundvej med adgang til både Billund Lufthavn og primærrute 30 mod Herning og Horsens. Vejen forsætter derefter vest om Billund hvor den passer Nordmarksvej med adgang til Billund by og Legoland Billund Resort. Motortrafikvejen ender i Grindstedvej, hvor vejen føres videre som hovedlandevej til Grindsted. 
Lufthavnsvej åbnede for trafik den 21. maj 2002, samtidig med den nye terminalbygning i Billund Lufthavn.
| Trafik | Spire Denne trafikartikel er en spire som bør udbygges. Du er velkommen til at hjælpe Wikipedia ved at udvide den. |

55°44′53″N 9°09′54″Ø / 55.7481°N 9.165°Ø